# Peter Schindler
Peter Schindler (ur. 3 lutego 1960 roku w Höchst) – austriacki kierowca wyścigowy.

## Kariera
Schindler rozpoczął międzynarodową karierę w wyścigach samochodowych w 1980 roku od startów w VW Castrol Europa Pokal, gdzie trzykrotnie stawał na podium, a raz na jego najwyższym stopniu. Z dorobkiem 82 punktów uplasował się tam na piątej pozycji w klasyfikacji generalnej. W późniejszych latach pojawiał się także w stawce Grand Prix Monako, Niemieckiej Formuły 3, Europejskiej Formuły 3 oraz Europejskiej Formuły 2.
W Europejskiej Formule 2 Austriak wystartował w trzech wyścigach sezonu 1982-1983 z niemiecką ekipą Maurer Motorsport. Jednak nigdy nie zdobywał punktów. Został sklasyfikowany na 25 pozycji w końcowej klasyfikacji kierowców.